# Zakázané uvolnění (Icing the Puck)
Zakázané uvolnění (Icing the Puck) je raritní neprodejné album popové kapely Těžkej Pokondr z roku 1998, které obsahuje 6 nepovolených písní. Písně se původně natáčely pro studiové album Víc než Gottzila, ale kapela dostala zákaz je vydat. Album získalo několik návštěvníků prvního křtu Těžkýho Pokondra v Lucerna Music Baru.
Skladba Nájem zvedej byla vydána v roce 1999 na platinové edici alba Víc než gottzila. Skladba Já jsem tvůj, ty jsi můj byla vydána v roce 2001 na albu Jéžišmarjá. Skladby Rameno a Ladislav Bonita byly v mírně pozměněné podobě vydány na albu Superalbum v roce 2011 pod názvy (R)ameno a Pijánovka (Životní příběh Ladislava Bonity).

## Seznam skladeb
| Pořadí | Název                                                                | Hudba                                         | Text                                                          | Délka |
| ------ | -------------------------------------------------------------------- | --------------------------------------------- | ------------------------------------------------------------- | ----- |
| 1.     | Nájem zvedej (originál: Village People – Y.M.C.A.)                   | Henri Belolo, Jacques Morali, Victor Willis   | Lou Fanánek Hagen                                             | 3:45  |
| 2.     | Rameno (originál: Era – Ameno)                                       | Eric Lévi, Guy Protheroe                      | Lou Fanánek Hagen                                             | 3:52  |
| 3.     | Já jsem tvůj, ty jsi můj (originál: ABBA – Knowing Me, Knowing You)  | Benny Andersson, Björn Ulvaeus, Stig Anderson | -                                                             | 3:55  |
| 4.     | Ty jsi syn (originál: Pet Shop Boys – It's a Sin)                    | Neil Tennant, Chris Lowe                      | -                                                             | 5:00  |
| 5.     | Ladislav Bonita (originál: Madonna – La Isla Bonita)                 | Madonna, Patrick Leonard, Bruce Gaitsch       | Lou Fanánek Hagen, Tomáš Doležal, Luděk Pallat, Tomáš Karásek | 3:34  |
| 6.     | Born kreslí v USA (originál: Bruce Springsteen – Born in the U.S.A.) | Bruce Springsteen                             | -                                                             | 3:25  |